# Schermen op de Olympische Zomerspelen 1912
Schermen is een van de sporten die beoefend werden tijdens de Olympische Zomerspelen 1912 in Stockholm.

## Heren

### floret individueel
| rang   | sporter(s)         | land | punten |
| ------ | ------------------ | ---- | ------ |
| Goud   | Nedo Nadi          | ITA  | 7      |
| Zilver | Pietro Speciale    | ITA  | 5      |
| Brons  | Richard Verderber  | AUT  | 4      |
| 4      | László Berti       | HUN  | 4      |
| 5      | Edoardo Alaimo     | ITA  | 4      |
| 6      | Edgar Seligman     | GBR  | 3      |
| 7      | Béla Békéssy       | HUN  | 1      |
| 8      | Robert Montgomerie | GBR  | 0      |

### degen individueel
| rang   | sporter(s)        | land | punten |
| ------ | ----------------- | ---- | ------ |
| Goud   | Paul Anspach      | BEL  | 6      |
| Zilver | Ivan Osiier       | DEN  | 5      |
| Brons  | Philippe le Hardy | BEL  | 4      |
| 4      | Victor Boin       | BEL  | 4      |
| 5      | Einar Sörensen    | SWE  | 3      |
| 6      | Edgar Seligman    | GBR  | 2      |
| 7      | Léon Tom          | BEL  | 1      |
| 8      | Martin Holt       | GBR  | 0      |

### degen team
| rang   | sporter(s) | land |
| ------ | --- | ---- |
| Goud   | Paul Anspach Henri Anspach Robert Hennet Jacques Ochs Gaston Salmon Victor Willems                                      | BEL  |
| Zilver | Edgar Amphlett John Blake Percival Dawson Arthur Everitt Martin Holt Sydney Mertineau Robert Montgomerie Edgar Seligman | GBR  |
| Brons  | Willem Peter Hubert van Blijenburgh Jetze Doorman Arie de Jong George van Rossem Leo Nardus                             | NED  |
| 4      | Einar Sörensen Gustaf Lindblom Pontus von Rosen Louis Sparre Georg Branting Eric Carlberg                               | SWE  |

### sabel individueel
| rang   | sporter(s)      | land | punten |
| ------ | --------------- | ---- | ------ |
| Goud   | Jenő Fuchs      | HUN  | 6      |
| Zilver | Béla Békéssy    | HUN  | 5      |
| Brons  | Ervin Mészáros  | HUN  | 5      |
| 4      | Zoltán Schenker | HUN  | 4      |
| 5      | Nedo Nadi       | ITA  | 4      |
| 6      | Péter Tóth      | HUN  | 2      |
| 7      | Lajos Werkner   | HUN  | 1      |
| 8      | Dezső Földes    | HUN  | 1      |

### sabel team
| rang   | sporter(s) | land |
| ------ | --- | ---- |
| Goud   | László Berti Dezső Földes Jenő Fuchs Oszkár Gerde Ervin Mészáros Zoltán Schenker Péter Tóth Lajos Werkner                        | HUN  |
| Zilver | Albert Bogen Rudolf Cvetko Friedrich Golling Otto Herschmann Andreas Suttner Reinhold Trampler Richard Verderber                 | AUT  |
| Brons  | Willem Peter Hubert van Blijenburgh Jetze Doorman Arie de Jong Hendrik de Iongh George van Rossem Dirk Scalongne                 | NED  |
| 4      | Josef Pfeiffer Vilém Goppold von Lobsdorf Bedřich Schejbal Josef Čipera Otakar Švorčík Josef Javůrek Zdeněk Bárta František Kříž | BOH  |

## Medaillespiegel
| rang   | land             | goud | zilver | brons | totaal |
| ------ | ---------------- | ---- | ------ | ----- | ------ |
| 1      | Hongarije        | 2    | 1      | 1     | 4      |
| 2      | België           | 2    | 0      | 1     | 3      |
| 3      | Italië           | 1    | 1      | 0     | 2      |
| 4      | Oostenrijk       | 0    | 1      | 1     | 2      |
| 5      | Denemarken       | 0    | 1      | 0     | 1      |
| 5      | Groot-Brittannië | 0    | 1      | 0     | 1      |
| 7      | Nederland        | 0    | 0      | 2     | 2      |
| totaal | totaal           | 5    | 5      | 5     | 15     |